# Alf Gabrielsson
Alf Gunnar Håkan Gabrielsson, född 18 juni 1936 i Varnhems församling i Skaraborgs län, död 24 maj 2024 i Ärentuna församling i Uppsala län, var en svensk musikpsykolog, filosofie doktor och professor.
Gabrielsson studerade vid Kungliga Musikhögskolan 1960–1963, var amanuens vid Uppsala universitet 1959–1962, disputerade 1973, var tillförordnad professor 1986 och blev biträdande professor 1995. Han invaldes den 28 februari 1991 som ledamot nr 871 av Kungliga Musikaliska Akademien. Alf Gabrielsson var bror till Ingemar Gabrielsson.